# ب‌ام‌و جی۳۱۰آر
ب‌ام‌و جی۳۱۰آر (به انگلیسی: BMW G310R) یک موتورسیکلت تک‌سیلندر سواری خیابانی با حجم ۳۱۳ سی‌سی که توسط کمپانی ب‌ام‌و موتور با همکاری کمپانیتی‌وی‌اس موتور هند ساخته شده‌است. اولین بار در نوامبر ۲۰۱۵ این محصول به نمایش درآمد و فروش آن در سال ۲۰۱۸ آغاز شد، که شباهت بسیار زیادی با موتور سیکلت آپاچی ۳۱۰ آرآر باهم دارد.
موتور این موتور سیکلت با چهار سوپاپ ۳۱۳ سانتی‌متر مکعب (۱۹٫۱ اینچ مکعب) خنک‌کاری آبی تک سیلندر ۳۳٫۶ اسب بخار ترمز (۲۵ کیلووات) تولید می‌کند.